# Peter Spielmann

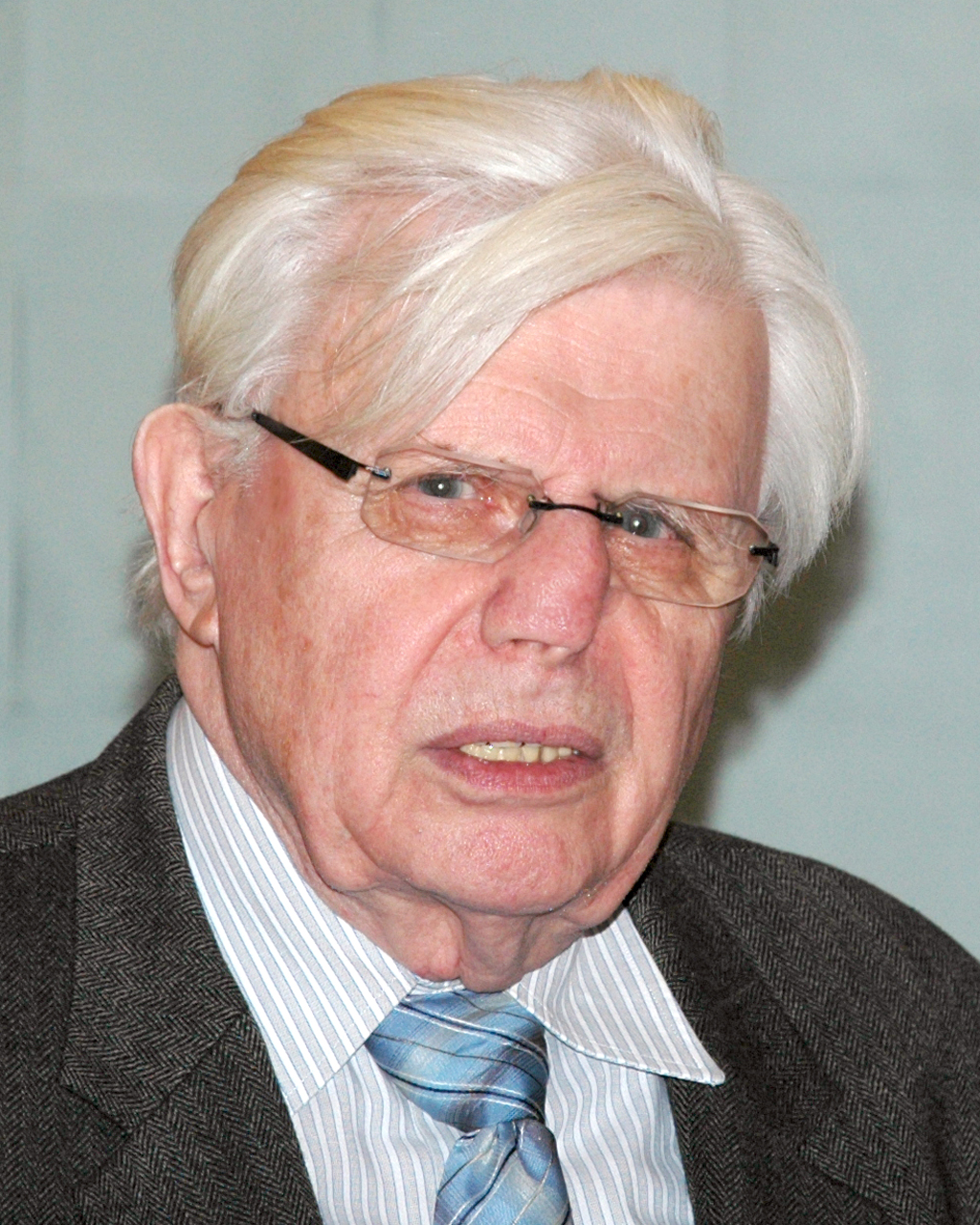
Peter Spielmann, 2012

Peter Spielmann, auch Petr Spielmann (* 11. Oktober 1932 in Aussig, Tschechoslowakei; † 29. November 2020 in Brno) war ein tschechisch-deutscher Kunsthistoriker und Museumsleiter.

## Leben und Werk
Der Sohn des Architekten Paul Spielmann studierte Kunstgeschichte und Ethnographie an der Masaryk-Universität in Brno. Seine erste Anstellung hatte er am Städtischen Museum in Brno, danach war er von 1959 bis 1969 Kurator an der Nationalgalerie Prag. 1969 kam er auf Einladung des damaligen Museumsleiters Peter Leo als wissenschaftlicher Assistent an die Städtische Kunstgalerie (heute Kunstmuseum Bochum) nach Bochum. Nach Leos Tod übernahm Spielmann 1972 die Leitung des Museums und knüpfte an die Konzeption einer gesamteuropäischen Sammlungs- und Ausstellungstätigkeit seines Vorgängers an. Spielmann zeigte unabhängige Kunst aus Ungarn, Jugoslawien, Polen, der Tschechoslowakei und aus der Sowjetunion. Er erweiterte die Sammlung des Kunstmuseums durch bedeutende Ankäufe aus der Sammlung des Bochumer Industriellen Helmut Klinker, aber auch von Werken der Künstler Kasimir Malewitsch, František Kupka oder Frank Stella.
Nach der Erweiterung des Museums um einen multifunktionalen Forumssaal 1983 realisierte Peter Spielmann seine Museumskonzeption, die Literatur, Theater, Tanz und Musik mit bildender Kunst verknüpfte. Das Festival der Weltkulturen „Kemnade International“, für dessen Gründung er 1974 maßgeblich verantwortlich war, entwickelte sich unter seiner Leitung zu einem prägenden Kulturfestival. 1996 erhielt Spielmann für diesen „Beitrag zur Völkerverständigung“ – wie es in der Begründung hieß – das Bundesverdienstkreuz. 
In seiner 25-jährigen Tätigkeit als Museumsdirektor präsentierte Peter Spielmann mehr als 300 Ausstellungen und gab 215 Kataloge heraus. Schwerpunkte waren dabei zentral- und osteuropäische Kunst, aber auch Ausstellungen von Doppelbegabungen wie August Strindberg, Peter Weiss und Urs Jaeggi. Gattungs- und medienübergreifende Themenausstellungen zum Spanischen Bürgerkrieg, zur Utopie in der Kunst oder zum Motiv des Todes (Projekt Totentanz – Memento Mori, 1998) prägten sein Profil als Ausstellungsmacher. 
Nach seinem altersbedingten Ausscheiden aus dem Amt verlegte Peter Spielmann seinen Lebensmittelpunkt nach Brno. Er lehrte noch mehrere Jahre an der Universität Kunstgeschichte. 